# Clive Edwards
Clive Edwards (Hounslow, 19 gennaio 1953) è un batterista britannico conosciuto per aver fatto parte della rock band UFO, Lionheart e Pat Travers Band.

## Carriera
Oltre alla sua attività negli UFO negli anni 1980 e 1990, ha suonato con molti altri musicisti, sia negli album che live, come Uli Jon Roth, Bernie Marsden, Dennis Stratton. Nel 2016 si unisce al supergruppo britannico Lionheart.